# 埼玉スバル
埼玉スバル株式会社（さいたまスバル）は、埼玉県さいたま市中央区に本社を置く自動車ディーラー。埼玉県内でSUBARUの新車・中古車を販売する。メーカー系ではない地場独立資本の会社であり、展示施設として日本航空館の運営も手がける。イメージキャラクターはハヤブサ（ファルコン）。

## 歴史

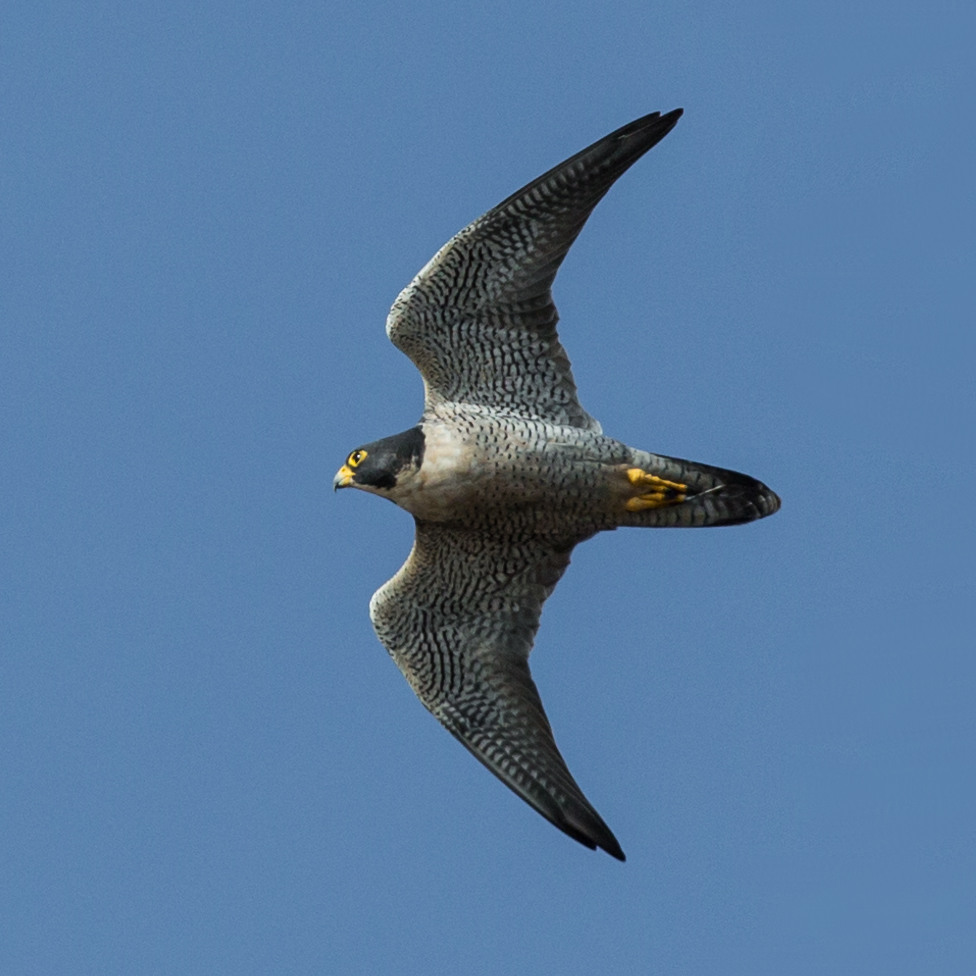
埼玉スバル自動車イメージキャラクターのハヤブサ

1948年（昭和23年）10月26日、埼玉県与野市（現・さいたま市）に「埼玉ラビットスクーター株式会社」として設立。創業者・吉澤功はもと大日本帝国海軍の技術将校で、戦後は日産自動車に勤務していた。そんな折、もと中島飛行機の技術者であった親族からスクーターの販売を勧められる。そのスクーターは、のちの富士重工業である富士産業のラビットスクーターであった。吉澤は1947年（昭和22年）、まず疎開先の栃木県宇都宮市で事業に着手し、1948年に埼玉県与野市で販売店を開業した。1962年（昭和37年）、「埼玉スバル自動車株式会社」に社名変更。一時は現在の東京都港区高輪にも出店したが、現在は埼玉県内においてのみ店舗を構えている。2018年（平成30年）11月1日、現社名に変更した。

## 事業所

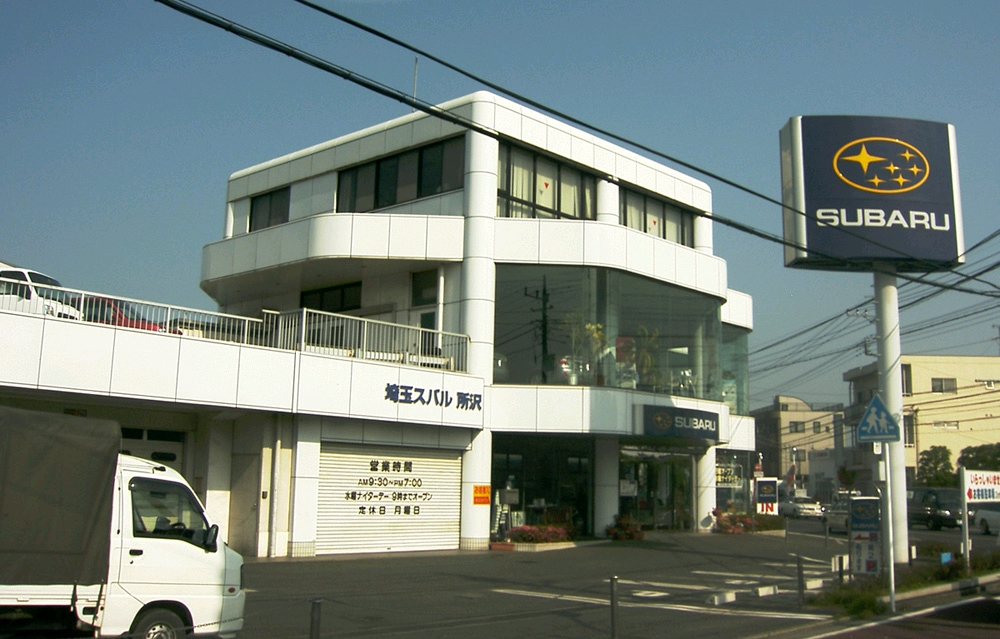
埼玉スバル所沢店（所沢市）

スバル新車拠点を16店、中古車センターを6店、BPセンターを3店舗展開する。
- 埼玉スバル与野店
- 埼玉スバル川越店
- 埼玉スバル越谷店
- 埼玉スバル川口店
- 埼玉スバル所沢店
- 埼玉スバル大宮店
- 埼玉スバル新座店
- 埼玉スバル本庄店
- 埼玉スバル春日部店
- 埼玉スバル北本店
- 埼玉スバル浦和店
- 埼玉スバル東松山店
- 埼玉スバル鶴ヶ島店
- 埼玉スバル熊谷店
- 埼玉スバル久喜店
- 埼玉スバル三郷店
- 埼玉スバル富士見サービスショップ
- 埼玉スバル熊谷SS
- カースポット大宮
- カースポット羽生
- カースポット熊谷
- カースポット岩槻
- カースポット北本
- カースポット秩父
- さきたまガーデン

## 日本航空館
日本航空館は、埼玉県行田市にある博物館（企業博物館）。国道17号・箕田橋交差点から約5キロメートル、自動車で約10分間。さきたま古墳公園にほど近い、埼玉スバル自動車の整備拠点・さきたまガーデン内にある。富士重工業製のジェット機（練習機）・T-1「初鷹」の実機を始め、富士重工業の前身・中島飛行機による一式戦闘機「隼」の模型、その他自動車・オートバイ（ラビットスクーター）に関する資料などを展示している。日本航空 (JAL) とは無関係。

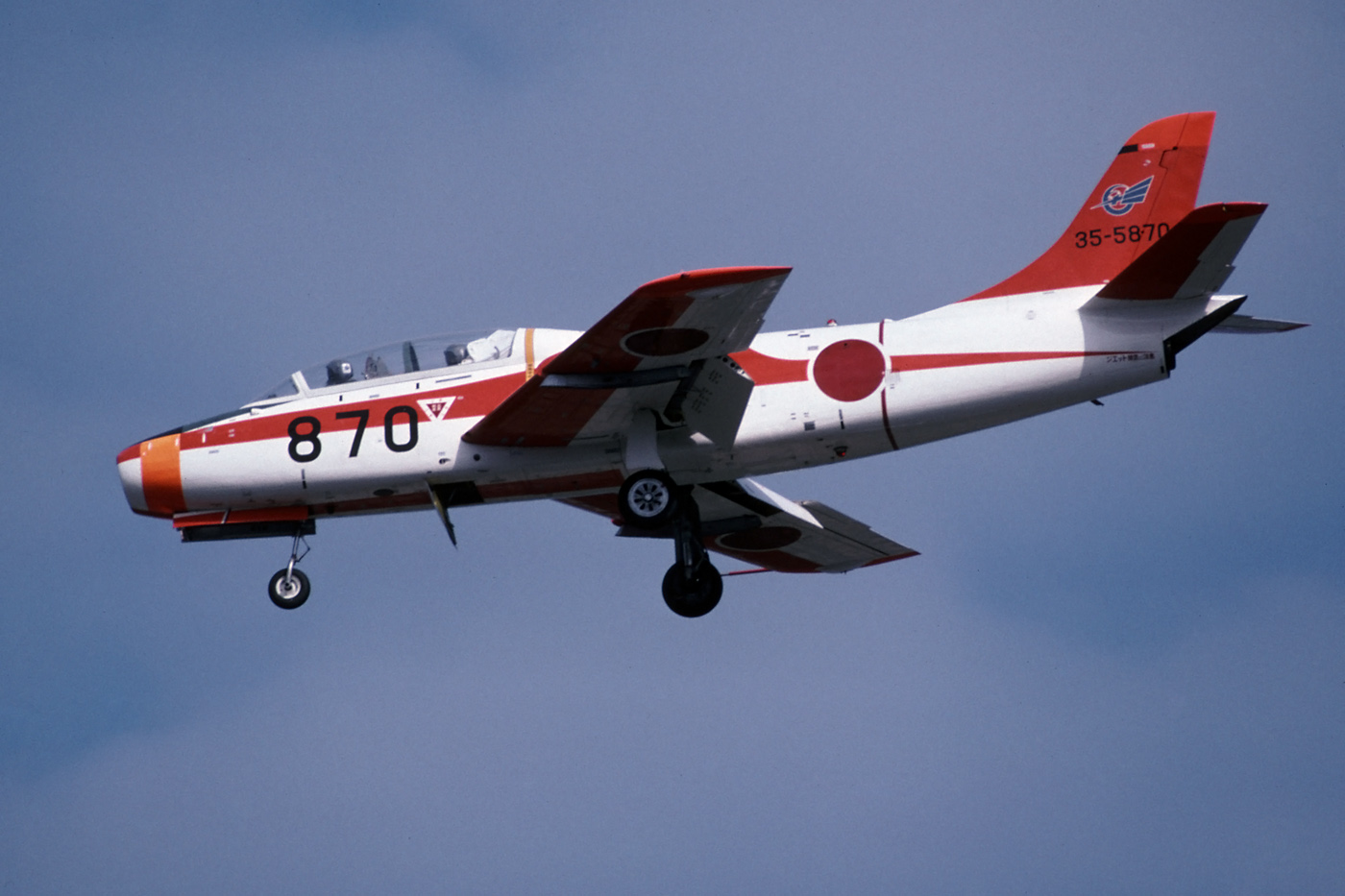
現役時代の「初鷹」T-1B
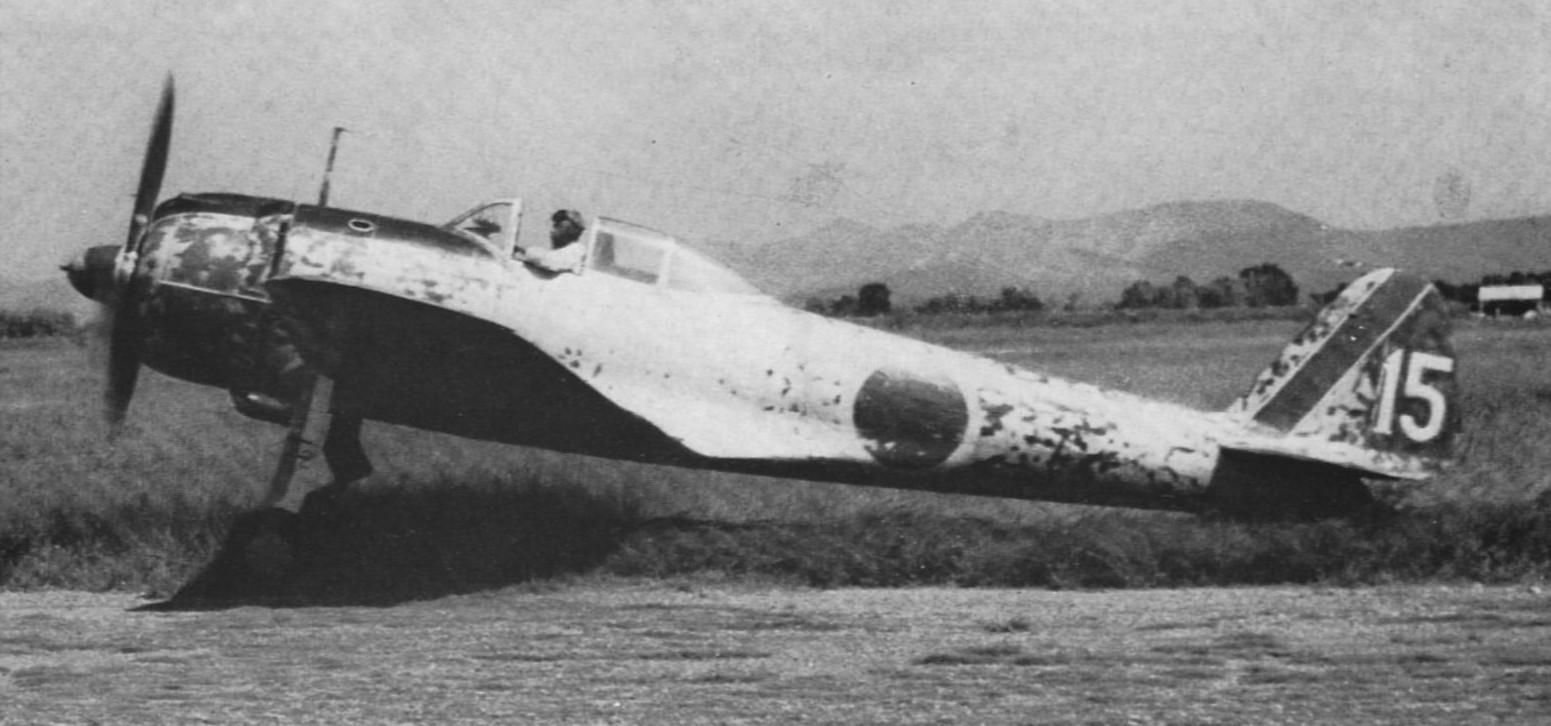
現役時代の「隼」

## 交流
埼玉県のスバルファンによるコミュニティとして、埼玉スバルクラブ (SSC) がある。1959年（昭和34年）の夏に発足し、各種行事を開催している。事務局は埼玉スバル社内に設けられており、入会希望者は埼玉スバル各店舗から入会金・年会費を添えて申し込む。会員特典として、各種行事への参加費や自動車整備料金の割引、スバルの月刊自動車情報誌『カートピア』の購読料金の無料化がある。

## 協賛

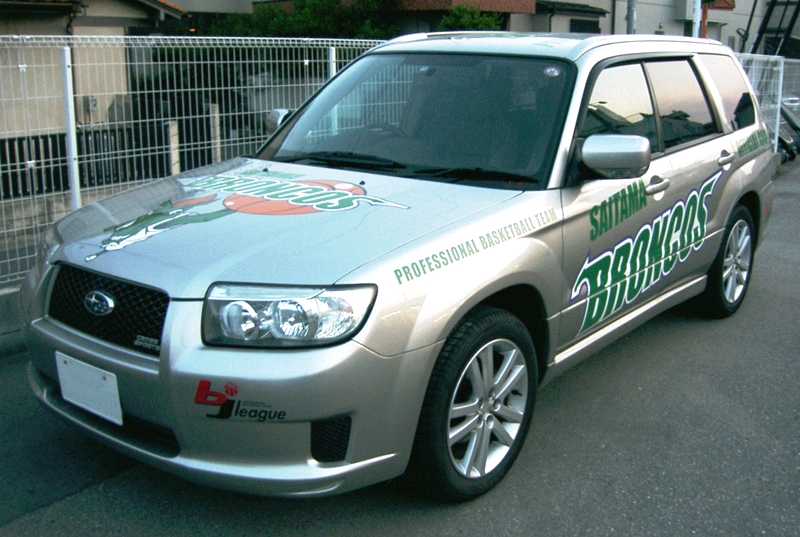
パートナーを務めていたさいたまブロンコス（当時・埼玉ブロンコス）オフィシャルカー（スバル・フォレスター、2007年撮影）

- 大宮アルディージャ（日本プロサッカーリーグ） - クラブパートナー[8]。

## 関連会社
1966年、ヤマハ特約店として楽器店「和幸楽器」を設立したのを機に多角化経営を進め、関連会社でファルコングループを構成している。2016年現在の、埼玉スバル自動車以外の所属企業としては、以下のものがある。
ALETTA株式会社
2019年（平成31年）1月に設立。1999年（平成11年）より埼玉スバル本体で狭山市と浦和市でポルシェ正規ディーラーを経営していたが、ポルシェ事業を当該会社に分離独立させた。
和幸モトーレン株式会社 (Wako BMW)
1989年（平成元年）4月に設立。BMW JAPAN正規の輸入車ディーラー。本社を越谷市に置き、販売店を越谷市・春日部市・上尾市に展開する。
ファーストオート株式会社 (First Auto)
1995年（平成7年）に創業。アルファロメオ・フィアット・ジャガー・ランドローバー・ボルボの正規ディーラーを7店舗経営。本社はさいたま市緑区。
株式会社ストリングス (STRINGS Inc.)
1984年（昭和59年）4月、損害保険の代理店として設立。社名は当初「株式会社スバルサービス」であったが、2006年（平成18年）に現在の社名となる。
バング&オルフセン埼玉
2014年（平成26年）7月に設立。デンマークのオーディオ・ビジュアルブランド「バング&オルフセン」の正規代理店として、さいたま市中央区に店舗を構える。
株式会社さくら
2007年（平成19年）7月に設立。さいたま市中央区でスタインウェイピアノ正規特約店「スタインウェイサロン さくら館」を経営する。
株式会社扇屋
2013年（平成25年）5月に設立。さいたま市中央区で埼玉銘菓「かっぱ煎餅」の製造・販売を手がける。